# Бојан Печар
Бојан Печар (Београд, 22. март 1960 — Лондон, 13. октобар 1998) био је српски музичар, словеначког порекла, најпознатији као басиста београдске рок групе Екатарина Велика. Рођен је у Београду од оца Срећка (1929—2002) и мајке Вукице (1933—2005). Био је брат психолога Ирене Печар-Павићевић (1968 — 23. фебруар 2013). Завршио је Пету београдску гимназију, а паралелно је ишао и у Музичку школу. Први бенд у ком је свирао је био „БГ 5“, затим је прешао у бенд „ВИА Талас“. 1982. године је дошао у групу Екатарина Велика. У њој је остао до 1990. године када је отишао у Лондон где је свирао у бенду „Мишн“ и Lost Children са Душаном Којићем Којом (Дисциплина кичме). Бојан се у слободно време бавио и сликарством.
Преминуо је 13. октобра 1998. године у Лондону од срчаног удара. Сахрањен је у месту Прогар, поред Београда.